# Эйсен, Зак Тайлер
Закари Тайлер Эйcен (англ. Zachary Tyler Eisen; род. 23 сентября 1993, Стамфорд) — американский актёр.

## Биография
Родился 23 сентября 1993 года в городе Стамфорд, штат Коннектикут. Он известен, прежде всего, как «голос» главного героя мультсериала «Аватар: Легенда об Аанге» (англ. Avatar: The Last Airbender). Во время работы над сериалом большая часть реплик Зака, который оставался в родном Стэмфорде, штат Коннектикут, была записана посредством спутниковой связи. Зак Тайлер участвовал в таких анимационных проектах как «Новый Дораэмон 3: Нобита и легенда о Зелёном Гиганте» (англ. Doraemon the Movie: Nobita and the Green Giant Legend), «Гроза муравьёв» (англ. The Ant Bully), «Фантазёры» (англ. The Backyardigans).

## Фильмография
| Год       |    | Русское название                       | Оригинальное название                          | Роль              |
| --------- | -- | -------------------------------------- | ---------------------------------------------- | ----------------- |
| 1999      | ф  | Энтропия                               | Entropy                                        | Лукас             |
| 1999—2002 | мс | Малыш Билл                             | Little Bill                                    | Эндрю Маллиган    |
| 2000      | мс | Даша-путешественница                   | Dora the Explorer                              | красная рыбка     |
| 2003      | ф  | Марси Икс                              | Marci X                                        | мальчик           |
| 2004—2006 | мс | Фантазёры                              | The Backyardigans                              | пингвинёнок Пабло |
| 2005—2008 | мс | Аватар: Легенда об Аанге               | Avatar: The Last Airbender                     | Аанг              |
| 2006      | мф | Гроза муравьёв                         | The Ant Bully                                  | Лукас Никль       |
| 2006      | ки | —                                      | The Ant Bully                                  | Лукас Никль       |
| 2006      | ки | Аватар: Легенда об Аанге               | Avatar: The Last Airbender                     | Аанг              |
| 2007      | ки | Аватар: Легенда об Аанге (книга Земля) | Avatar: The Last Airbender – The Burning Earth | Аанг              |
| 2008      | ки | Аватар: Легенда об Аанге (книга Огонь) | Avatar: The Last Airbender – Into the Inferno  | Аанг              |